# Маяковское (Калининградская область)
Маяковское (до 1946 года — Неммерсдорф, нем. Nemmersdorf) — посёлок в Гусевском городском округе Калининградской области, северной территории бывшей исторической Восточной Пруссии.

## География
Около села берёт начало река Голубая.
Расположено к югу-западу от города Гусев на берегах реки Анграпа.

## История
Считается, что Неммерсдорф (нем. Nemmersdorf) был основан в XIII веке, однако в документах поселение впервые упоминается в 1510—1515 годах, в это же время в нём была построена деревянная церковь. В 1569—1589 годах из валунов была построена кирха.
В 1910 году население Неммерсдорфа составляло 484 жителей, в 1933 году — 607 жителей, в 1939 году — 637 человек.
Во время Великой Отечественной войны в октябре 1944 года 11-я гвардейская армия генерала К. Н. Галицкого при поддержке 2-го гвардейского Тацинского танкового корпуса генерал-майора А. С. Бурдейного вышла на рубеж реки Анграппа у деревни Неммерсдорф. Утром 21 октября 25-я танковая бригада во взаимодействии с батальоном 4-й мотострелковой бригады атаковали Неммерсдорф с востока и овладели этим важным оборонительным пунктом. На следующий день противник предпринял шесть контратак. В результате ожесточённых боев 23 октября немецкие части вновь заняли деревню, после чего стал известен инцидент массовой гибели немецкого гражданского населения, ставший основой для крупнейшей пропагандистской кампании Геббельса и гитлеровской Германии по запугиванию мирного населения. Несмотря на то, что количество жертв в деревне было официально задокументировано и составляло 26 человек (это число было на временной могиле погибших), в нацистской печати и последующих воспоминаниях очевидцев это число увеличилось до 73. Идентификация погибших и установление точных причин смерти не были произведены.
22 января 1945 года в ходе наступления Красной Армии Неммерсдорф был вновь занят войсками 20-й стрелковой дивизии 28-й армии. В боях за деревню в октябре 1944-го и в январе 1945-го погибло более трёхсот солдат и офицеров Красной Армии.
По итогам Второй мировой войны вошёл в состав СССР. Коренное немецкое население либо бежало, либо было официально депортировано в соответствии с Потсдамским соглашением.
Постановлением Совета министров СССР от 1946 года в Неммерсдорфе был организован военный совхоз № 140. В 1946 году населённый пункт переименован в честь поэта В. В. Маяковского. Был[уточнить] административным центром упразднённого Маяковского сельского поселения.

## Население
| 1910 | 1933 | 1939 | 2002 | 2010 |
| ---- | ---- | ---- | ---- | ---- |
| 484  | ↗607 | ↗637 | ↗857 | ↗913 |

## Социальная сфера
В селе располагается средняя школа и центральная районная библиотека.

## Достопримечательности
- Евангелическая кирха (1569 года)[5]. После 1945 года церковь использовалась как хозяйственное здание. В начале 1960-х годов здание было сильно перестроено[6] и сейчас служит культурным центром и библиотекой. Постановлением Правительства Калининградской области от 23 марта 2007 года № 132 кирха получила статус объекта культурного наследия регионального значения[7].
- Мемориал на месте воинского захоронения 340 павших в 1945 году советских солдат.